# Campionati del mondo di ciclismo su pista 1969
I Campionati del mondo di ciclismo su pista 1969 si svolsero nell'agosto 1969 ad Anversa, in Belgio, e a Brno, in Cecoslovacchia.

## Medagliere
| Posiz. | Nazione          | Oro | Argento | Bronzo | Totale |
| ------ | ---------------- | --- | ------- | ------ | ------ |
| 1      | Unione Sovietica | 3   | 3       | 1      | 7      |
| 2      | Belgio           | 2   | 2       | 0      | 4      |
| 3      | Paesi Bassi      | 2   | 1       | 3      | 6      |
| 4      | Francia          | 1   | 1       | 3      | 5      |
| 5      | Italia           | 1   | 1       | 2      | 4      |
| 6      | Svizzera         | 1   | 0       | 1      | 2      |
| 7      | Germania Est     | 1   | 0       | 0      | 1      |
| 8      | Germania Ovest   | 0   | 1       | 0      | 1      |
| 8      | Regno Unito      | 0   | 1       | 0      | 1      |
| 8      | Polonia          | 0   | 1       | 0      | 1      |
| 11     | Danimarca        | 0   | 0       | 1      | 1      |
|        | Totale           | 11  | 11      | 11     | 33     |